# دانشگاه نشنال
دانشگاه نشنال (انگلیسی: National University) از نهادهای ناسودبر خصوصی آموزش عالی در کالیفرنیا است. دانشگاه نشنال که در سال ۱۹۷۱ تأسیس شده، در لا هویا، ایالات متحده آمریکا مستقر شده است. این دانشگاه برنامه‌های مدرک محور را در پردیس‌هایی در ایالت‌های کالیفرنیا، نوادا، و به طور آنلاین ارائه می‌دهد.